# 이 세상의 한구석에 (영화)
《이 세상의 한구석에》(일본어: この世界の片隅に)는 2017년 개봉한 일본의 애니메이션 영화이다.

## 개요
이 작품은 2차 세계대전 당시 히로시마 주민들의 삶을 현실적으로 담아낸 작품이다. 제13회 일본 문화청 미디어 예술제 만화부문에서 우수상을 수상한 후미요 코노의 동명 만화를 원작으로 제작되었다.

## 줄거리
히로시마 출신의 그림 그리기를 좋아하는 한 평범한 소녀 ‘스즈’는 열여덟 살이 되어 산 너머 동네의 ‘호죠 슈사쿠’와 결혼한다. 평범하고도 따뜻한 가정을 꾸리던 ‘스즈’의 삶에 태평양 전쟁이라고 불리는 전쟁이 들이닥치게 되고, ‘스즈’에게 익숙하고 소중했던 것들이 하나둘 빛을 잃어간다.

## 출연진
- 노넨 레나 - 스즈 목소리 역
- 호소야 요시마사 - 슈사쿠 목소리 역
- 오노 다이스케 - 아키라 목소리 역
- 한 메구미 - 수미 목소리 역
- 이와이 나나세 - 린 목소리 역

### KBC(2020년 1월 14일)
- 경수진 - 스즈 목소리 역

- 안종덕 - 슈사쿠 목소리 역
- 남도형 - 아키라 목소리 역
- 최강희- 수미 목소리 역
- 최덕희 - 린 목소리 역